# Miloš Tomić
Miloš Tomić –en serbio, Милош Томић– (Belgrado, Yugoslavia, 2 de abril de 1980) es un deportista serbio que compitió en remo.
Ganó dos medallas de bronce en el Campeonato Mundial de Remo, en los años 2008 y 2009, y cinco medallas en el Campeonato Europeo de Remo entre los años 2007 y 2012.
Participó en los Juegos Olímpicos de Atenas 2004, ocupando el séptimo lugar en la prueba de cuatro sin timonel ligero.

## Palmarés internacional
| Campeonato Mundial | Campeonato Mundial   | Campeonato Mundial | Campeonato Mundial        |
| Año                | Lugar                | Medalla            | Prueba                    |
| ------------------ | -------------------- | ------------------ | ------------------------- |
| 2008               | Ottensheim (Austria) | Medalla de bronce  | Dos sin timonel ligero    |
| 2009               | Poznań (Polonia)     | Medalla de bronce  | Dos sin timonel ligero    |
| Campeonato Europeo |                      |                    |                           |
| Año                | Lugar                | Medalla            | Prueba                    |
| 2007               | Poznań (Polonia)     | Medalla de plata   | Cuatro sin timonel ligero |
| 2008               | Maratón (Grecia)     | Medalla de plata   | Cuatro sin timonel ligero |
| 2009               | Brest (Bielorrusia)  | Medalla de bronce  | Cuatro sin timonel ligero |
| 2011               | Plovdiv (Bulgaria)   | Medalla de bronce  | Cuatro sin timonel ligero |
| 2012               | Varese (Italia)      | Medalla de bronce  | Cuatro sin timonel ligero |